# Dorfrichter (Kaisertum Österreich)
Ein Dorfrichter war im Kaisertum Österreich bis zu Aufhebung der Grundherrschaft der Vorsteher des Dorfgerichtes einer Dorfgemeinde. Der Dorfrichter beaufsichtigte und verwaltete die dörfliche Gemeinschaft und entschied in niederen Angelegenheiten im Rahmen der Dorfordnung und im Namen des Grundherrn, denn die Gerichtsbarkeit oblag grundsätzlich dem Grundherrn, der sich für die Tätigkeiten vor Ort eines Dorfrichters bediente. (Damit ist aber kein Gericht im heutigen Sinne gemeint.)
Der Dorfrichter wurde früher vom Grundherrn bestimmt und später von der Dorfgemeinde gewählt und vom Grundherrn bestätigt. Als Hilfsorgan der Grundobrigkeit war er für Aufrechterhaltung und Überwachung des untertänigen Gemeinwesens verantwortlich. Zu seinen Aufgaben zählten die Verwaltung des Gemeindevermögens, die Vertretung der Gemeinde bei der Herrschaft, die Durchführung der obrigkeitlichen Aufträge, die Eintreibung und Abfuhr der Steuern, die Verpflegung und Belieferung des Militärs, die Stellung der vorgeschriebenen Rekrutenzahl, die Aufrechterhaltung von Ruhe und Ordnung in der Gemeinde, die Kontrolle der Maße und Gewichte und vieles andere mehr. Bis zum Jahr 1848 war der Dorfrichter damit die unterste Ebene der öffentlichen Verwaltung.
Obwohl das Amt offiziell seit 1848 nicht mehr existiert, wird in einigen Teilen Österreichs die Tradition großgeschrieben und wichtige Aufgaben innerhalb der dörflichen Gemeinschaft nach wie vor von einem Dorfrichter wahrgenommen.
Vergleichbare Bezeichnungen dafür waren in Deutschland: Dorfschulze, Bauer- oder Dorfmeister, Grebe, Schultheiß, Gerichtsprimus, Heimbürger oder Bürgermeister.